# Piero de Bonzi
Piero de Bonzi (Florença, 15 de abril de 1631 - Montpellier, 11 de julho de 1703) foi um cardeal do século XVII e XVIII

## Biografia
Nasceu em Florença em 15 de abril de 1631. De uma família patrícia francesa. Filho de Francesco Bonzi, senador de Florença, e Cristina Riario. Sobrinho-neto do cardeal Jean de Bonsi (1611). Seu primeiro nome também está listado como Piero; e seu sobrenome como Bonsi.
Educado por seu tio Clément Bonzi, bispo de Béziers, que o chamou para a França em 1648 e o fez ingressar no estado eclesiástico, não sem resistência..
Agente privado do clero de Béziers na Assembleia do Clero da França, Paris. Residente do grão-duque da Toscana Ferdinand II na corte francesa. Recebeu o subdiaconato (sem data). Abade commendatario de Aniane desde 1659; de Valmagne; de Mortemar; e de St. Sauveur, Lodève..
Eleito bispo de Béziers, 7 de junho de 1660. Consagrado, 12 de dezembro de 1660, Paris, igreja de Saint-Étienne-du-Mont, por François Bosquet, bispo de Montpellier, coadjuvado por Michel Tuboeuf, bispo de Saint-Pons-de- Thomières, e por Louis Foucquet, bispo de Agde. O quinto membro da família a se tornar bispo daquela sé. Embaixador francês na Toscana, 1661. Embaixador francês em Veneza, 1662-1665 e 1665-1668. Embaixador francês na Polônia, 1669. Embaixador francês na Espanha, 1670 e esmoleiro da rainha Marie-Thèrése, esposa do rei Luís XIV da França. Promovido à sé metropolitana de Toulouse, em 28 de setembro de 1671..
Criado cardeal sacerdote no consistório de 22 de fevereiro de 1672. Transferido para a sede metropolitana de Narbonne em 12 de março de 1674; como arcebispo desta sé tinha grande poder sobre Languedoc, mas o perdeu devido a intrigas relacionadas com a sua relação imprudente com Mme. de Ganges. Participou do conclave de 1676, que elegeu o Papa Inocêncio XI. Recebeu o gorro vermelho e o título de S. Onofrio, em 19 de outubro de 1676. Participou do conclave de 1689, que elegeu o Papa Alexandre VIII. Participou do conclave de 1691, que elegeu o Papa Inocêncio XII. Optou pelo título de S. Pietro in Vincoli, 19 de outubro de 1689. Optou pelo título de S. Eusébio, 28 de novembro de 1689. Desde 1693, aproximadamente, havia perdido a maior parte de suas faculdades e sofria de epilepsia. Não participou do conclave de 1700, que elegeu o Papa Clemente XI..
Morreu em Montpellier em  11 de julho de 1703, ao meio-dia, de uma apoplexia, em Montpellier. Enterrado na capela de Belém, na catedral metropolitana de Narbonne. A notícia de sua morte chegou a Roma em 27 de agosto de 1703..